# Gun-Britt Olsson
Gun-Britt Viola Olsson (även Gunn-Britt) född Lorné den 14 oktober 1928 i Annedal, död 5 juli 2022, var en tidigare svensk landslagsspelare i handboll.

## Klubbkarriär
Gun-Britt Olsson spelade i klubben Kvinnliga IK Sport och med klubben vann hon SM-guld såväl inomhus som utomhus.

## Landslagskarriär
Gun-Britt Olsson har enligt gamla statistiken spelat 20 landskamper åren 1956  till 1960. Detta är grovt felaktigt då varken landslagsåren eller antalet landskamper verkar stämma. Hon spelade majoriteten av sina landskamper utomhus. Den nya statistiken tar bara upp 6 landskamper inomhus åren 1951 till 1956 med bara 1 gjort mål i landslaget i en landskamp 1952 och det är naturligtvis lika felaktig statistik. Hon debuterade i landslaget 1949 och spelade tre matcher samma år, tre året efter 1950 och 1951 ytterligare fyra varav en inomhus och tre utomhus i Nordiska Mästerskapet (NM). 1953 hade hon spelat 10 landskamper enligt Boken om handboll. Fem inomhuslandskamper ytterligare till 1956 ger alltså 15 landskamper. Enligt flera handbollsböcker 1956-1960 spelade hon 17 landskamper varav den sista 1956, och troligen spelade hon då bara ytterligare två landskamper utomhus före 1956.